# 베이푸향

베이푸 향의 위치

베이푸향(한국어: 북포향, 중국어: 北埔鄉, 병음: Běipǔ Xiāng)은 중화민국 신주 현의 향이다. 넓이는 50.6676km2이고, 인구는 2015년 8월 기준으로 9,693명이다.
베이푸는 타이완의 객가 문화의 중심지로 잘 알려져 있고 견과류 차인 뇌차(擂茶)로 유명하다. 전체 인구의 98%가 객가인이다.

## 지리
신주 현의 남서쪽에 위치하고 서쪽으로 어메이 향, 북쪽으로 바오산 향, 동쪽으로 주둥 진, 남쪽으로 우펑 향, 남서쪽으로 먀오리 현 난좡 향과 접한다.